# Journal von und für Deutschland

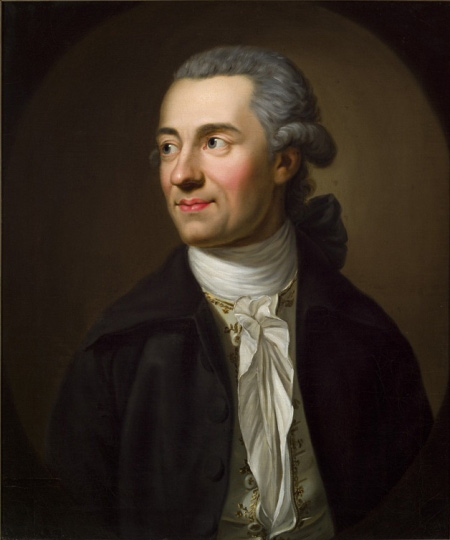
Leopold Friedrich Günther von Goeckingk

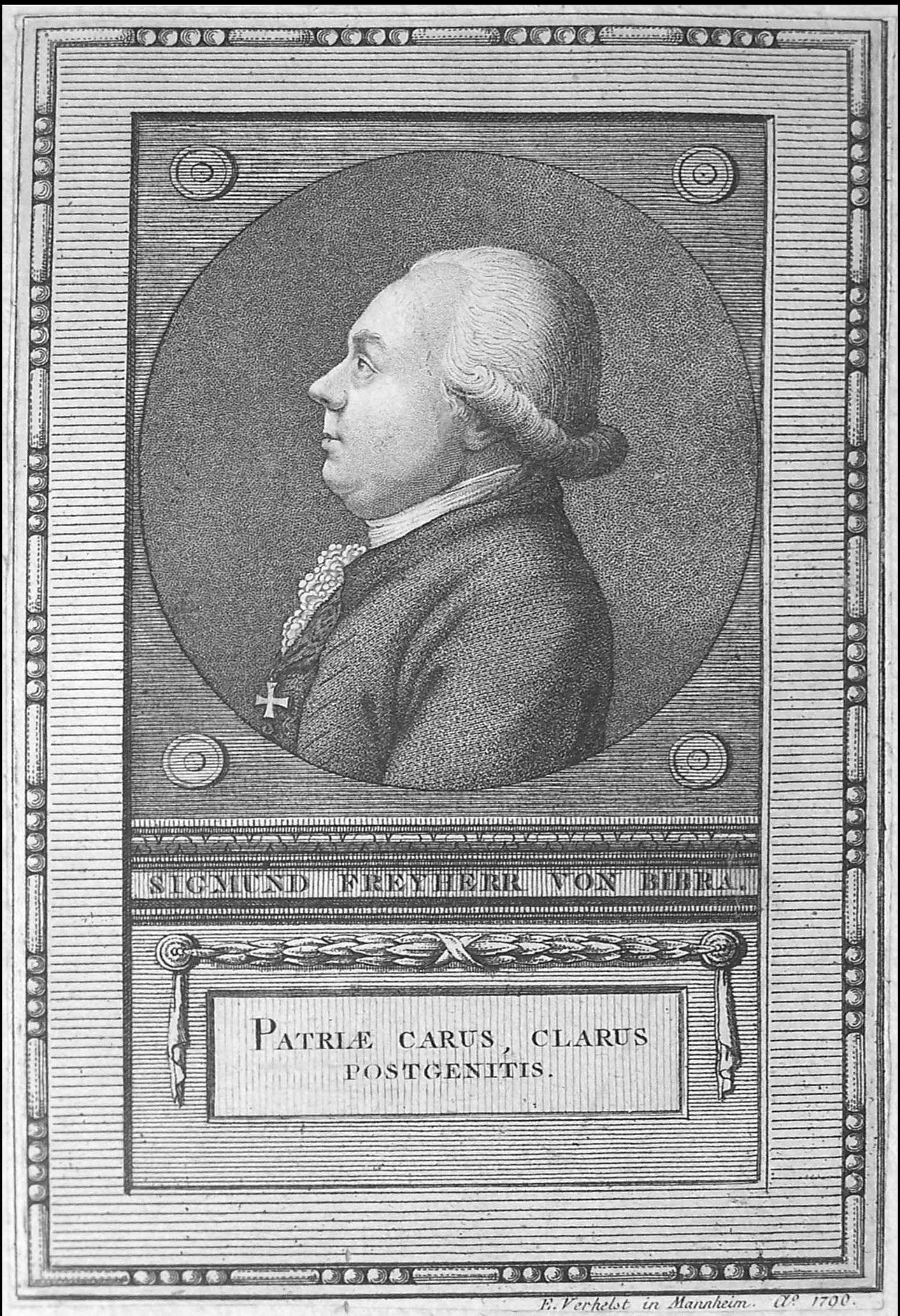
Sigmund Freiherr von Bibra, 1790, Egid Verhelst (1733–1804) Mannheim

Das Journal von und für Deutschland war eine deutsche Zeitschrift und erschien monatlich in der Spätzeit der Aufklärung von Januar 1784 bis Dezember 1792. Es war an Gelehrte gerichtet und bot diesen ein Forum zur Information und Diskussion zeitgenössischer Themen, die sehr weit gefächert waren.

## Inhalt
Wie der erste Herausgeber in seinem Vorbericht vom 8. Mai 1783 darlegt, war das englische Gentleman’s Magazine das Vorbild für das Journal. Danach will er darin Nachrichten für das ganze Heilige Römische Reich zusammenfassen über Getreidepreise, meteorologische Daten, Beförderungen von Beamten und Konkurse. Darüber hinaus will er Preisaufgaben von Regierungen, Akademien u. a. sowie Ankündigungen über Pränumerationen oder Subskriptionen veröffentlichen. Weiterhin sollen die Inhalte der vornehmsten deutschen Journale sowie Ereignisse in Deutschland mitgeteilt werden. Hauptzweck aber ist die Vermittlung von Nachrichten über zeitgenössische Personen von einiger Bedeutung. Aber auch kurze Beschreibungen von Alterthümern, Handschriften, sehr seltenen Büchern, Gemälden usw. sollen ebenso aufgenommen werden wie kleine Reisebeschreibungen. Endlich sollen allgemeine Anfragen und die Antworten darauf veröffentlicht werden. Die Nachrichten sollen durch Korrespondenten bereitgestellt werden, die in vielen Städten des Reichs angesiedelt waren.
Ganz ausdrücklich wird davon abgesehen, Rezensionen von wissenschaftlichen oder literarischen Werken aufzunehmen, da es dafür bereits genug Organe gebe. Die Zeitschrift ist daher keine Literaturzeitschrift.
Hinsichtlich der politischen Nachrichten hatte das Blatt mit der Zensur zu rechnen und veröffentlichte daher nur wenige davon. Dazu äußert sich der Herausgeber Bibra sehr deutlich zu Beginn des Jahrgangs 1786:

„Noch eine Ursache, warum ich manche Nachrichten verschweige, ist die politische Intoleranz unseres Jahrzehends, welche in dem nämlichen Grade zunimmt, als die Toleranz in Religionsmeinungen wächst. Man kann ungestraft die Gottheit Jesu zweifelhaft machen; aber dem Cabinette manches kleinen Sultanchens Infallibilität abstreiten, wäre Hochverrath. Preßfreyheit in unserm Deutschlande ist noch ein sehr relativer Begriff…“

Möglicherweise ist die Zensur auch ein Grund für die Einstellung des Journals 1792. Jedenfalls bemerkt Bibra zu Beginn des 12. Stücks:

„Da in Rücksicht des Journals von und für Deutschland mancherley Anfragen bey mir geschehen sind, so mache ich hierdurch bekannt, daß ich solches nach einem veränderten Plane in einiger Zeit fortsetzen werde.“

## Herausgeber
- 1784 (Januar bis Juni): Leopold Friedrich Günther von Goeckingk
- 1784 (Juli bis Dezember): Sigmund von Bibra und Leopold Friedrich Günther von Goeckingk
- 1785 bis 1792: Sigmund von Bibra

## Ausgaben
- 1784. Ellrich: Selbstverlag
- 1785–1790. ohne Orts- und Verlagsangabe, wahrscheinlich Fulda
- 1791–1792. Frankfurt am Main: Hermann
- Mikroficheedition. Hildesheim: Olms 1997
- Digitalisat der Universitätsbibliothek Bielefeld (online)